# Wytyliwka
Wytyliwka (ukr. Витилівка) – wieś na Ukrainie, w obwodzie czerniowieckim, w rejonie czerniowieckim, w hromadzie Kocmań. W 2001 liczyła 1032 mieszkańców, spośród których 1025 wskazało jako ojczysty język ukraiński, 5 rosyjski, a 2 białoruski.